# 아언각비
아언각비(雅言覺非)는 다산 정약용이 1819년(순조 19년)에 지은 어원 연구서이다. 아언각비는 ‘항상 쓰는 말 가운데 잘못을 깨우치다’라는 뜻이다. 사람들이 자주 쓰지만 잘못 쓰고 있는 말과 글을 골라 중국과 한국의 문헌 연구를 통해 바른 어원을 밝힌 어원 연구서다. 일상생활에서 잘못 쓰고 있는 200여 항목을 조사, 정리했다. 지명, 나무 이름, 벼슬 이름, 음식 이름 등 다양한 방면의 단어들을 고찰하고 있어 작은 백과사전이라 할 만하다. 조선 후기 당시 자주 쓰던 말과 그 말의 어원을 알 수 있을 뿐 아니라, 당시 어떻게 잘못 전승되어 왔는지도 알 수 있어 한문학과 국어, 문화사 연구에도 큰 도움이 된다.
18세기 이후 동서양의 각종 서적을 통해 새로운 지식이 널리 퍼졌고, 이러한 신지식을 바탕으로 민중의 삶과 현실 문제를 중시하는 실학이 발전하면서 물명(物名)에 대한 관심이 깊어졌다. ≪아언각비≫도 실학의 발달과 함께 나타난 물명류 저작의 하나다. 우리말의 어원을 한자어에서 찾으려는 노력은 다산뿐 아니라 이수광, 황윤석 등 다른 실학자들에게서도 찾아볼 수 있지만 그 규모나 정치함을 볼 때 ≪아언각비≫가 단연 돋보인다. 한번 자리 잡은 이상 돌이키기 어려운 언어의 특성상, 다산이 의도했던 언어 바로잡기는 그다지 큰 성과를 거두지 못했지만 ≪아언각비≫는 우리말의 어원 연구는 물론, 조선 후기의 문화와 생활을 파악하는 데에도 큰 역할을 하고 있다.

## 배경
≪아언각비≫의 머리말에서 정약용은 배움이란 바른말을 통해 잘못된 것을 깨닫고 이를 부끄러워하며 고치는 것이라고 말한다. 평생을 배움의 길에 매진한 그가 이 책을 쓴 이유다. 그는 서문에서 이 책의 저술 배경을 다음과 같이 밝히고 있다.

세상의 풍속이 전해지는 과정에서 말의 실제 뜻이 사라져 잘못된 오류를 답습하고 있는데도 습관에 젖어 그 잘못을 살피지 못한다. 우연히 잘못된 말 하나를 깨닫고 마침내 수많은 의심이 생겨 살펴보니 바른말과 잘못된 말이 실제의 뜻과 반대로 쓰이고 있어 이를 바탕으로 ≪아언각비≫ 3권을 짓는다.

## 분류
다산은 일상에서 자주 사용하는 용어와 문자들 가운데 잘못 사용하고 있는 것들을 중심으로 총 450여 개의 어휘를 자연, 인사, 풍속, 제도, 관직, 동식물, 의식주, 생활 도구, 기물 등 크게 17개 항목으로 분류하고, 중국의 문헌 및 다양한 언어 자료를 고증해 어원을 밝혔다. 총 3권으로, 1권에는 62개, 2권에는 69개, 3권에는 67개로 모두 198개의 항목으로 구성되었다.